# 櫨圓
櫨円（日语：／，1988年7月8日—），前日本足球運動員，日本國家女子足球隊成員。聖和学園高等学校出身。現役時期的位置是前鋒、中鋒。

## 生平
出生於愛知縣名古屋市。2004 年進入宮城縣仙台市的聖和學園高等學校就讀。高中時代有U-16日本女子代表隊的訓練營召集紀錄。
高中畢業後，2007年成為INAC神戶雌獅的業餘隊伍「雌獅業餘」的註冊選手。隔年作為頂級隊伍契約選手，正式成為INAC神戶雌獅的成員。INAC時期作為主力選手，締造了2010年至2011年的全日本女子足球選手權二連霸的佳績。2012 年轉會至伊賀FC女忍者。
2017年始被選入日本國家代表隊，共為日本國家女子足球隊出場7次。
2018年轉會至韓國，隨後在2021年發表引退。

## 成績
| 日本國家女子足球隊 | 日本國家女子足球隊 | 日本國家女子足球隊 |
| 年                 | 出場               | 入球               |
| ------------------ | ------------------ | ------------------ |
| 2017               | 6                  | 0                  |
| 2018               | 1                  | 0                  |
| 總和               | 7                  | 0                  |